# Pornoskuespiller
En pornoskuespiller er en person, der professionelt medvirker i pornografiske film og hører dermed til gruppen af sexarbejdere.
Mange feminister opfatter alle sexarbejdere som ofre og anerkender derfor ikke ordet/begrebet "pornostjerne".
Da mange pornoskuespillere kun optræder under fornavn, er det blevet normalt at alfabetisere pornomodeller efter fornavn.
Museum Erotica i København åbnede i 2007 en udstilling om verdens mest berømte pornostjerner.